# 廢止核電

正在使用核反应堆, 并在建造新的核反应堆
正在使用核反应堆, 计划建造新的核反应堆
没有核反应堆, 正在建造核反应堆
没有核反应堆, 计划建造核反应堆
正在使用核反应堆, 且维持不变
正在使用核反应堆, 考虑减少核反应堆
民用核能是违法的
没有核反应堆

廢止核電指廢除核能發電且不再使用。廢止核電的方法一般包括關閉核電站和要求使用可再生能源等其他安全能源。廢除核電的呼聲最早出現在20世紀70年代，而在1986年切爾諾貝利核事故發生之後，愈來愈多的民眾在更多的歐洲國家聲援廢止核電運動。

## 各國計劃
奧地利是第一個決定開始廢除核電的國家（1978），接下來陸續曾有瑞典（1980）、意大利（1987）、德國（2000）和澳洲（2000）。

2011年8月6日，鑑於日本福島核事故發生，八座位於德國的核反應爐:
（比布利斯Biblis A and B，
布倫斯比特爾Brunsbüttel，
伊薩爾河 Isar 1，
克吕默尔 Krümmel，
内卡韦斯特海姆Neckarwestheim 1，
菲利普斯堡 Philippsburg 1 及
威悉河 Unterweser）
被永久關閉。

2011年福島核事故後，德國隨即永久關閉8座核反應爐（全國共17座），並計畫在2022年前關閉全部核反應爐，但因2022年俄烏戰爭，俄羅斯減少天然氣供應，導致德國今冬恐面臨能源短缺危機，已規劃延後關閉該國最後三座核電廠。
2017年，南韓決定停止建造新的核反應爐，3座建造中的反應爐則會繼續進行。
日本計劃減少核電的比例，但會繼續建造新的核反應爐。
台灣（中華民國）由蔡英文政府在2017年以法律確立2025年廢除核電的「非核家園」政策，並在2025年5月17日核三廠2號機組屆期停機後達成。